# Kráľovičovokračiansky park
Kráľovičovokračiansky park je chráněný areál v oblasti Dunajské luhy.
Nachází se v okrese Dunajská Streda v Trnavském kraji. Území bylo vyhlášeno či novelizováno v roce 1982 na rozloze 12,8700 ha. Ochranné pásmo nebylo stanoveno.